# Heusden Koers 1994
De 46e editie van de Belgische wielerwedstrijd Heusden Koers werd verreden op 16 augustus 1994. De start en finish vonden plaats in Heusden. De winnaar was Herman Frison, gevolgd door Luc Roosen en Peter Spaenhoven.

## Uitslag
| Heusden Koers 1994 |                  |                        |       |
| Plaats             | Naam             | Ploeg                  | Tijd  |
| Winnaar            | Herman Frison    | Lotto                  | 3u54' |
| 2                  | Luc Roosen       | Lotto                  | + 10" |
| 3                  | Peter Spaenhoven | Palmans-Willy Naessens | z.t.  |

1929 · 1930-1935 · 1936 · 1937 · 1938 · 1939 · 1952 · 1953 · 1954 · 1955 · 1956 · 1957 · 1958 · 1959 · 1960 · 1961 · 1962 · 1963 · 1964 · 1965 · 1966 · 1967 · 1968 · 1969 · 1970 · 1971 · 1972 · 1973 · 1974 · 1975 · 1976 · 1977 · 1978 · 1979 · 1980 · 1981 · 1982 · 1983 · 1984 · 1985 · 1986 · 1987 · 1988 · 1989 · 1990 · 1991 · 1992 · 1993 · 1994 · 1995 · 1996 · 1997 · 1998 · 1999 · 2000 · 2001 · 2002 · 2003 · 2004 · 2005 · 2006 · 2007 · 2008 · 2009 · 2010 · 2011 · 2012 · 2013 · 2014 · 2015 · 2016 · 2017 · 2018 · 2019 · 2020 · 2021 · 2022 · 2023